# المعز بن باديس
أبو تميم، شرف الدولة، المعز بن باديس الصنهاجي، (398 هـ - 4 شعبان 454هـ / 1008م – 2 سبتمبر 1062م) من أهم و أبرز أمراء دولة بني زيري لما لعبه من دور في تغيير مجرى تاريخ المغرب الإسلامي.
استمر ملكه بإفريقية والقيروان مدة 47 سنة، وهن أطول الفترات خلال العهد الزيري، إذ حكم بين 406-453/1015-1061.
قال عنه الذهبي: «صَاحِبُ إِفْرِيْقِيَةَ، المُعِزُّ بنُ بَادِيسِ بنِ مَنْصُوْرِ بنِ بُلُكِّينَ بنِ زِيْرِي بنِ مَنَادٍ الحِمْيَرِيُّ، الصُّنْهَاجِيُّ، المَغْرِبِيُّ، شَرَفُ الدَّوْلَةِ ابْنُ أَمِيْرِ المَغْرِبِ.».

## فترة حكمه
تولى الحكم صغيرا وهو ابن سبعة أعوام أو ثمانية بعد وفاة والده باديس بن منصور (386هـ -406هـ)، فتولى توجيهه وتأديبه وزيره أبو الحسن بن أبي الرِّجال، الذي استماله إلى مذهب مالك وإلى أهل السنة والجماعة، وكانت إفريقية شيعية على المذهب الفاطمي منذ أن سيطر الفاطميون عليها، وقد كان سلطانا جريئا في علاقته بالحكام الفاطميين بمصر. فكان يظهر لهم ندية كبيرة. وكان المعز منحرفاً عن مذاهب الاسماعيلي ومنتحلاً للسنة فأعلن بمذهبه لأول ولايته وترك المذهب الاسماعيلي. ثم صار إلى قتل من وجد منهم وفي عهده ألغى المذهب الشيعي، وخلع طاعة الفاطميين، ودعا للعباسيين وإعلان القطيعة للعلاقة بين دولته ودولة المستنصر بالله الفاطمي سنة 441/1049. فأسفر ذلك عن غضب الخليفة الفاطمي وتحريض القبائل العربية من بني هلال وسليم على الدخول إلى أفريقية. فاجتاحت جموعهم البلاد وزادوا في أزمة الدولة الاقتصادية. وقد تسبب ذلك في سقوط الدولة وانقسامها إلى إمارات مستقلة. اشتهر برجاحة العقل وحسن السياسة، ، ستمر ملك المعز بإفريقية والقيروان وكان أضخم ملك عرف للبربر بإفريقية وأترفه واكثره تقلبا وقد دام حكمه 47 سنة.

نودي به أميرًا يوم السبت الثالث من ذي الحجة سنة 406 هـ بعد وفاة أبيه بثلاثة أيام.
استطاع بعض فقهاء المالكية أن يصلوا إلى ديوان الحكم في دولة صنهاجة وأثروا في بعض الوزراء والأمراء الذين كان لهم الفضل بعد الله في تخفيف ضغط الدولة على علماء أهل السنة.
وأخص بالذكر العلامة أبو الحسن الزجال الذي اجتهد على الأمير المعز بن باديس في تربيته على منهج أهل السنة والجماعة، وأعطت هذه التربية ثمارها بعد ما تولى المعز إفريقية، وكان عمل العلامة أبو الحسن في السر بدون أن يعلم به أحد، وكان هذا العالم على المذهب المالكي ويدعو له.
واستطاع أن يأثر على فكر المعز بن باديس الذي تم على يديه القضاء على مذهب الشيعة الإسماعيلية في الشمال الإفريقي.
وقد عمل على نشر الدعوة إلى المذهب المالكي بسرية  "وَلْيَتَلَطَّفْ وَلاَ يُشْعِرَنَّ بِكُمْ أَحَدًا * إِنَّهُمْ إِن يَظْهَرُوا عَلَيْكُمْ يَرْجُمُوكُمْ أَوْ يُعِيدُوكُمْ فِي مِلَّتِهِمْ وَلَن تُفْلِحُوا إِذًا أَبَدًا" [الكهف:20,19].
وقد وصف المؤرخون المعز بن باديس بأوصاف في كثيرة ومبالغ بها، فقال فيه الذهبي: «وكان ملكًا مهيبًا، وسريًا شجاعًا، عالي الهمة، محبًا للعلم، كثير البذل مدحه الشعراء، وكان مذهب الإمام أبي حنيفة قد كثر بإفريقية فحمل أهل بلاده على مذهب مالك حسمًا لمادة الخلاف، وكان يرجع إلى الإسلام، فخلع
طاعة العبيدية وخطب للقائم بأمر الله العباسي، فبعث إليه المستنصر يتهدده,
فلم يخفه».
ورد المعز بن باديس على خطاب المستنصر الذي هدده فيه وقال له: هلا اقتفيت آثار آبائك في الطاعة والولاء، في كلام طويل، فأجابه المعز: إن آبائي وأجدادي كانوا ملوك المغرب قبل أن يتملكه أسلافك ولهم عليهم من الخدم أعظم من التقديم ولو أخروهم لتقدموا بأسيافهم.
وبينت لنا كتب التاريخ أن المعز تدرج في عدائه للإسماعيلية ولحكام مصر، وظهر ذلك في عام 435هـ عندما وسع قاعدة أهل السنة في جيشه وديوانه ودولته، فبدأ في حملات التطهير للمعتقدات الكفرية ولمن يتلذذ بسب أصحاب رسول الله ×, فأوعز للعامة ولجنوده بقتل من يظهر الشتم والسب للصحابة فسارعت رجاله في كل الشمال الإفريقي للتخلص من بقايا العبيديين ليصفي الشمال الإفريقي من الفاطميين.
وأشرف على هذا العمل وتنفيذه المعز بن باديس—وذكر الشعراء قوافي وأشعارًا في مدح المعز ودونوا تلك البداية، فقال القاسم بن مروان في تلك الحوادث:
وسوف يقتلون بكل أرض                     كما قتلوا بأرض القيروان
وقال آخر:
استمر المعز بن باديس في التقرب إلى المالكية وعلمائهم وفقهائهم من أهل السنة وواصل السير في تخطيطه للانفصال الكلي عن العبيديين في مصر، فجعل المذهب المالكي هو المذهب الرسمي لدولته، وأعلن انضمامه للخلافة العباسية، وغير الأعلام إلى العباسيين وشعاراتهم، وأحرق أعلام العبيديين وشعاراتهم، وأمر بسبك الدراهم والدنانير التي كانت عليها أسماء العبيديين والتي استمر الناس يتعاملون بها 145 سنة وأمر بضرب سكة أخرى كتب على أحد وجهيها: «لا إله إلا الله محمد رسول الله», وكتب على الآخر: * وَمَن يَبْتَغِ غَيْرَ الإِسْلاَمِ دِينًا فَلَنْ يُقْبَلَ مِنْهُ وَهُوَ فِي الآَخِرَةِ مِنَ الْخَاسِرِينَ" [آل عمران:85].وقضى المعز بن باديس على كل المذاهب المخالفة لمذهبه من الصفرية والنكارية والمعتزلة.
وفي سنة 443هـ انضمت برقة كلها إلى المعز بن باديس بعد أن أعلن أميرها جبارة بن مختار الطاعة له. وكان أول من قاد حملة التطهير على الإسماعيلية في طرابلس وحارب تقاليدهم ودعوتهم هو علي بن محمد المنتصر وكنيته أبو الحسن المتوفي عام 432هـ.واشتاط الفاطميون وتفجرت براكين الغضب في نفوسهم وقرروا الانتقام من المعز المنقلب عليهم في الشمال الإفريقي ومن أتباعه الذين فرحوا بعودة بلادهم لحظيرة أهل السنة، فانعقد في القاهرة مجلس لاتباع الفاطميين الإسماعيلين بقيادة الخليفة ووزيره العبيدي وخرجوا برأي مفادة رمي السنية الصنهاجية الزيرية بقبائل بني سليم وبني هلال، فإن انتصرت الدولة الصنهاجية تكون الدولة العبيدية قد تخلصت من هذه القبائل المتعبة، وإن انتصر بنو سليم وبنو هلال يكونوا بذلك انتقموا من عدوهم اللدود المعز بن باديس، وكان الذي تبنى هذه الفكرة الوزير العبيدي أبو محمد بن علي اليازوري الذي شرع في إغراء القبائل المقيمة على ضفاف النيل وأمدهم بالمال والسلاح والكراع، وأباح لهم برقة والقيروان، وكل ما يكون تحت أيديهم، واتصل العبيديون بالمعارضين للمعز وأمدوهم بما يملكون من مال وسلاح وعتاد. وبدأت حلقة الصراع العنيف بين المعز بن باديس والقبائل العربية المدعومة من الفاطميين العبيديين.

## وفاته
توفي المعز بن باديس متأثرا بمرض البرص أو بمرض في الكبد, يوم 24 شعبان 454 هـ الموافق 2 سبتمبر 1062, وكان عمره أربع وخمسين سنة, ودفن بمقبرة بني زيري في رباط المنستير وَرثَاهُ شَاعِره الحسن بن رشيق القَيْرَوَانِي، وَكَانَ مَوْتُه بِالمَهْدِيَّة.